# إبراهيم الحسن (لاعب كرة طاولة)
إبراهيم الحسن (مواليد 22 أغسطس 1986) هو لاعب كرة طاولة كويتي. تنافس في دورة الألعاب الأولمبية الصيفية 2008 و2012 في فردي الرجال، لكنه هُزم في الجولة الأولى في كلتا الدورتين.

## روابط خارجية
- Ibrahem Al-Hasan على موقع أوليمبيديا (الإنجليزية)